# 奧塞利納角
奧塞利納角（英語：Aucellina Point），是南極洲的海岬，位於南喬治亞群島，處於羅薩角東南面2.6公里，在1982年由英國南極名稱諮詢委員會命名，由英國海外領土管轄。